# José Montiel
José Ricardo Arnulfo Montiel Nuñez (Itauguá, 19 marzo 1988) è un calciatore paraguaiano, centrocampista dell'Itapuense.

## Carriera

### Club

#### Inizi
Cresciuto nell'Olimpia, ha debuttato in prima squadra nel 2004, all'età di 16 anni. Nell'estate 2005 è stato acquistato dall'Udinese, che lo ha lasciato in prestito stagionale all'Olimpia. Rientrato all'Udinese, ha debuttato in Serie A il 10 settembre 2006, in Messina-Udinese (1-0), subentrando ad Asamoah Gyan al minuto 82. La stagione in bianconero si è conclusa con 8 presenze in campionato e una in Coppa Italia.

#### Reggina e prestiti
Nel luglio 2007 si è trasferito in compartecipazione alla Reggina. Ha debuttato con il club reggino il 26 settembre 2007, nell'incontro di campionato Juventus-Reggina (4-0), subentrando a Fabio Ceravolo al minuto 61. Al termine della stagione ha totalizzato appena 5 presenze in campionato e due in Coppa Italia. Il 25 giugno 2008 Udinese e Reggina hanno rinnovato la compartecipazione. Il 29 agosto 2008 è stato ufficializzata la cessione in prestito annuale al Politehnica Iași, club romeno. Il 27 giugno 2009 Udinese e Reggina hanno nuovamente rinnovato la compartecipazione. Rientrato alla Reggina, nel luglio 2009 è passato in prestito al Tigre, club argentino. Il 2 marzo 2010 ha rescisso il contratto di prestito con il Tigre ed è tornato alla Reggina. Il 25 giugno 2010 la Reggina ha riscattato l'intero cartellino di Montiel. Il 29 maggio 2011 ha messo a segno la sua prima rete con la maglia amaranto, nell'incontro di campionato Sassuolo-Reggina (3-2), siglando la rete del momentaneo 0-1 al minuto 20 del primo tempo. Messo fuori rosa per la stagione 2011-2012, nell'ottobre 2011 ha sostenuto un provino con l'Astana, club kazako. Il trasferimento, però, non si è concretizzato. Reintegrato in rosa l'8 novembre 2011, non ha rinnovato il proprio contratto con il club amaranto ed ha lasciato il club a parametro zero al termine della stagione.

#### Benevento
Il 28 maggio 2012 ha firmato un contratto triennale con il Benevento, club militante in Lega Pro Prima Divisione. Ha debuttato in campionato il 3 settembre 2012, in Perugia-Benevento (2-1). Dopo due stagioni con il club campano, l'11 luglio 2014 ha rescisso il proprio contratto.

#### Dall'Olimpia al Panachaïkī
Il 21 luglio 2014 ha firmato un contratto con l'Olimpia, tornando così in Paraguay dopo 8 anni. Svincolatosi dall'Olimpia, il 22 dicembre 2014 è stato ingaggiato dal Club Nacional, con cui ha firmato un contratto annuale. Il 30 dicembre 2015 è stato ufficializzato il suo trasferimento all'Unión Comercio, club peruviano. Il 23 febbraio 2017 è passato allo Sport Huancayo. Il 19 dicembre 2017 è stato ufficializzato il suo trasferimento in Qatar, all'Al-Shamal. Il 9 agosto 2018 è tornato in Perù, trasferendosi all'Ayacucho. Il 16 febbraio 2019 si è trasferito in Grecia, al Panachaïkī. Al termine della stagione è rimasto svincolato.

#### Ultimi anni
Il 23 dicembre 2019 è stato ufficializzato il suo trasferimento al 12 de Octubre. Il 16 ottobre 2020 è passato al Guaireña. L'11 gennaio 2021 ha rescisso il proprio contratto con il Guaireña e il giorno successivo è tornato al 12 de Octubre. Il 30 giugno 2021 è stato ufficializzato il suo trasferimento al General Caballero. L'8 gennaio 2022 è passato al Dep. Santaní. Nell'estate 2022 è passato all'Itapuense.

### Nazionale
Ha debuttato in Nazionale l'8 ottobre 2005, in Venezuela-Paraguay (0-1), subentrando a Julio dos Santos al minuto 77. Convocato per i Mondiali 2006, non ha disputato alcun incontro nella competizione. Ha totalizzato, con la selezione paraguaiana, 9 presenze.

## Statistiche

### Presenze e reti nei club
| Stagione         | Squadra           | Campionato       | Campionato | Campionato | Coppe nazionali | Coppe nazionali | Coppe nazionali | Coppe continentali | Coppe continentali | Coppe continentali | Altre coppe | Altre coppe | Altre coppe | Totale | Totale | Totale |
| Stagione         | Squadra           | Comp             | Pres       | Reti       | Comp            | Pres            | Reti            | Comp               | Pres               | Reti               | Comp        | Pres        | Reti        | Pres   | Reti   |        |
| ---------------- | ----------------- | ---------------- | ---------- | ---------- | --------------- | --------------- | --------------- | ------------------ | ------------------ | ------------------ | ----------- | ----------- | ----------- | ------ | ------ | ------ |
| 2004             | Olimpia           | DP               | 2          | 0          | -               | -               | -               | -                  | -                  | -                  | -           | -           | -           | 2      | 0      |        |
| 2005             | Olimpia           | DP               | 23         | 2          | -               | -               | -               | -                  | -                  | -                  | -           | -           | -           | 23     | 2      |        |
| gen.-giu. 2006   | Olimpia           | DP               | 13         | 3          | -               | -               | -               | -                  | -                  | -                  | -           | -           | -           | 13     | 3      |        |
| Totale Olimpia   | Totale Olimpia    | Totale Olimpia   | 38         | 5          |                 | -               | -               |                    | -                  | -                  |             | -           | -           | 38     | 5      |        |
| 2006-2007        | Udinese           | A                | 8          | 0          | CI              | 1               | 0               | -                  | -                  | -                  | -           | -           | -           | 9      | 0      |        |
| 2007-2008        | Reggina           | A                | 5          | 0          | CI              | 2               | 0               | -                  | -                  | -                  | -           | -           | -           | 7      | 0      |        |
| 2008-2009        | Politehnica Iași  | I                | 18         | 2          | CR              | 0               | 0               | -                  | -                  | -                  | -           | -           | -           | 18     | 2      |        |
| 2009-mar. 2010   | Tigre             | PD               | 10         | 0          | -               | -               | -               | CS                 | 0                  | 0                  | -           | -           | -           | 10     | 0      |        |
| mar.-giu. 2010   | Reggina           | B                | 3          | 0          | CI              | 0               | 0               | -                  | -                  | -                  | -           | -           | -           | 3      | 0      |        |
| 2010-2011        | Reggina           | B                | 8          | 1          | CI              | 1               | 0               | -                  | -                  | -                  | -           | -           | -           | 9      | 1      |        |
| 2011-2012        | Reggina           | B                | 5          | 1          | CI              | 0               | 0               | -                  | -                  | -                  | -           | -           | -           | 5      | 1      |        |
| Totale Reggina   | Totale Reggina    | Totale Reggina   | 16         | 2          |                 | 1               | 0               |                    | -                  | -                  |             | -           | -           | 17     | 2      |        |
| 2012-2013        | Benevento         | LP1              | 25         | 2          | CI+CILP         | 2+2             | 0+0             | -                  | -                  | -                  | -           | -           | -           | 29     | 2      |        |
| 2013-2014        | Benevento         | LP1              | 24         | 3          | CI+CILP         | 3+1             | 2+0             | -                  | -                  | -                  | -           | -           | -           | 28     | 5      |        |
| Totale Benevento | Totale Benevento  | Totale Benevento | 49         | 5          |                 | 8               | 2               |                    | -                  | -                  |             | -           | -           | 57     | 7      |        |
| lug.-dic. 2014   | Olimpia           | DP               | 14         | 0          | -               | -               | -               | -                  | -                  | -                  | -           | -           | -           | 14     | 0      |        |
| 2015             | Nacional          | DP               | 11         | 1          | -               | -               | -               | -                  | -                  | -                  | -           | -           | -           | 11     | 1      |        |
| 2016             | Unión Comercio    | CD               | 35         | 5          | -               | -               | -               | -                  | -                  | -                  | -           | -           | -           | 35     | 5      |        |
| feb.-dic. 2017   | Sport Huancayo    | CD               | 29         | 8          | -               | -               | -               | CS                 | 1                  | 1                  | -           | -           | -           | 30     | 9      |        |
| dic. 2017-2018   | Al-Shamal         | QSD              | ?          | ?          | CEQ             | ?               | ?               | -                  | -                  | -                  | -           | -           | -           | ?      | ?      |        |
| ago.-dic. 2008   | Ayacucho          | CD               | 14         | 0          | -               | -               | -               | -                  | -                  | -                  | -           | -           | -           | 14     | 0      |        |
| feb.-giu. 2019   | Panachaïkī        | FL               | 4          | 0          | KE              | 0               | 0               | -                  | -                  | -                  | -           | -           | -           | 4      | 0      |        |
| gen.-ott. 2020   | 12 de Octubre     | DP               | 14         | 2          | -               | -               | -               | -                  | -                  | -                  | -           | -           | -           | 14     | 2      |        |
| ott.-dic. 2020   | Guaireña          | DP               | 12         | 0          | -               | -               | -               | -                  | -                  | -                  | -           | -           | -           | 12     | 0      |        |
| gen.-giu. 2021   | 12 de Octubre     | DP               | 5          | 0          | -               | -               | -               | CS                 | 2                  | 0                  | -           | -           | -           | 7      | 0      |        |
| ott.-dic. 2021   | General Caballero | DI               | ?          | ?          | -               | -               | -               | -                  | -                  | -                  | -           | -           | -           | ?      | ?      |        |
| gen.-giu. 2022   | Dep. Santaní      | DI               | ?          | ?          | -               | -               | -               | -                  | -                  | -                  | -           | -           | -           | ?      | ?      |        |
| giu.-dic. 2022   | Itapuense         | PBN              | ?          | ?          | -               | -               | -               | -                  | -                  | -                  | -           | -           | -           | ?      | ?      |        |
| 2023             | Itapuense         | PBN              | ?          | ?          | -               | -               | -               | -                  | -                  | -                  | -           | -           | -           | ?      | ?      |        |
| 2024             | Itapuense         | PBN              | ?          | ?          | -               | -               | -               | -                  | -                  | -                  | -           | -           | -           | ?      | ?      |        |
| Totale Itapuense | Totale Itapuense  | Totale Itapuense | ?          | ?          |                 | -               | -               |                    | -                  | -                  |             | -           | -           | ?      | ?      |        |
| Totale carriera  | Totale carriera   | Totale carriera  | 282+       | 30+        |                 | 12+             | 2+              |                    | 3                  | 1                  |             | -           | -           | 297+   | 33+    |        |

### Cronologia presenza e reti in nazionale
| Cronologia completa delle presenze e delle reti in nazionale ― Paraguay | Cronologia completa delle presenze e delle reti in nazionale ― Paraguay | Cronologia completa delle presenze e delle reti in nazionale ― Paraguay | Cronologia completa delle presenze e delle reti in nazionale ― Paraguay | Cronologia completa delle presenze e delle reti in nazionale ― Paraguay | Cronologia completa delle presenze e delle reti in nazionale ― Paraguay | Cronologia completa delle presenze e delle reti in nazionale ― Paraguay | Cronologia completa delle presenze e delle reti in nazionale ― Paraguay |
| Data                                                                    | Città                                                                   | In casa                                                                 | Risultato                                                               | Ospiti                                                                  | Competizione                                                            | Reti                                                                    | Note                                                                    |
| ----------------------------------------------------------------------- | ----------------------------------------------------------------------- | ----------------------------------------------------------------------- | ----------------------------------------------------------------------- | ----------------------------------------------------------------------- | ----------------------------------------------------------------------- | ----------------------------------------------------------------------- | ----------------------------------------------------------------------- |
| 8-10-2005                                                               | Maracaibo                                                               | Venezuela                                                               | 0 – 1                                                                   | Paraguay                                                                | Qual. Mondiali 2006                                                     | -                                                                       | 77’                                                                     |
| 11-10-2005                                                              | Asunción                                                                | Paraguay                                                                | 0 – 1                                                                   | Colombia                                                                | Qual. Mondiali 2006                                                     | -                                                                       | 8’                                                                      |
| 11-11-2005                                                              | Teheran                                                                 | Paraguay                                                                | 4 – 2                                                                   | Togo                                                                    | Amichevole                                                              | -                                                                       | 46’                                                                     |
| 29-3-2006                                                               | Maracaibo                                                               | Messico                                                                 | 2 – 1                                                                   | Paraguay                                                                | Amichevole                                                              | -                                                                       | 32’                                                                     |
| 27-5-2006                                                               | Århus                                                                   | Danimarca                                                               | 1 – 1                                                                   | Paraguay                                                                | Amichevole                                                              | -                                                                       | 71’                                                                     |
| 25-3-2007                                                               | San Nicolás de los Garza                                                | Messico                                                                 | 2 – 1                                                                   | Paraguay                                                                | Amichevole                                                              | -                                                                       | 65’                                                                     |
| 28-3-2007                                                               | Bogotà                                                                  | Colombia                                                                | 2 – 0                                                                   | Paraguay                                                                | Amichevole                                                              | -                                                                       | 69’                                                                     |
| 12-9-2007                                                               | Bogotà                                                                  | Colombia                                                                | 1 – 0                                                                   | Paraguay                                                                | Amichevole                                                              | -                                                                       | 64’                                                                     |
| 19-11-2008                                                              | Mascate                                                                 | Oman                                                                    | 0 – 1                                                                   | Paraguay                                                                | Amichevole                                                              | -                                                                       |                                                                         |
| Totale                                                                  |                                                                         | Presenze                                                                | 9                                                                       |                                                                         | Reti                                                                    | 0                                                                       |                                                                         |